# Vauxhall Viva
El Vauxhall Viva es un coche familiar pequeño producido por Vauxhall en una sucesión de tres generaciones designadas HA, HB y HC entre 1963 y 1979.
El Viva fue lanzado un año después de la aparición del primer Opel Kadett, compañía también perteneciente a General Motors, con el que el parecido era obvio.  También se produjo una versión de furgoneta conocida como Bedford HA. En el Reino Unido los principales competidores del Viva cuando fue lanzado eran el Ford Anglia y el Morris Minor, hacia el final de su vida compitió con el Ford Escort Mk-2, Morris Marina o con el Hillman Avenger.
La tercera generación -HC- fue el último vehículo de Vauxhall con diferencias de sus hermanos continentales Opel, pasando desde 1979 a unificarse el diseño de las marcas europeas del grupo. Su sucesor el primer Vauxhall Astra pasó a ser idéntico al Opel Kadett-C.

## Técnica
Las sucesivas generaciones de Vivas compartieron la implantación mecánica de la plataforma pequeña -T body- de General Motors, con una transmisión denominada short torque tube. En este sistema, la segunda sección del árbol de la transmisión iba encapsulada en un tubo de par en prolongación del cárter del diferencial. El tubo, articulado sobre un silentblock en el chasis, controlaba el par de empuje y reacción haciendo innecesaria la junta cardánica a la entrada del diferencial, como resorte empleaba ballestas semielípticas convencionales encargadas también del guiado del eje. La suspensión delantera, muy clásica, utilizaba una arquitectura de dobles triángulos con ballestón transversal como resorte. La dirección empleaba un moderno sistema de cremallera.

## Galería

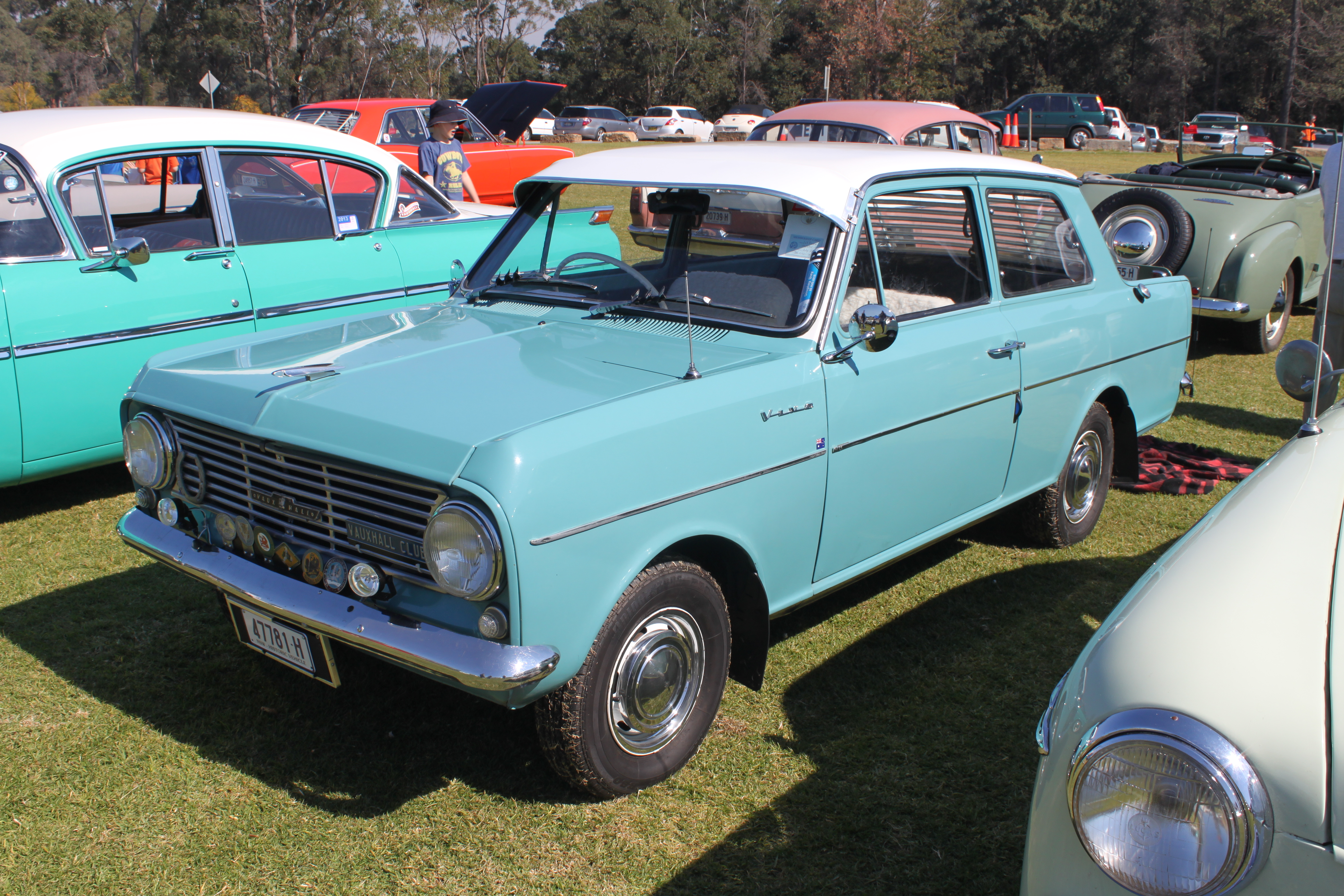
Vauxhall Viva HA
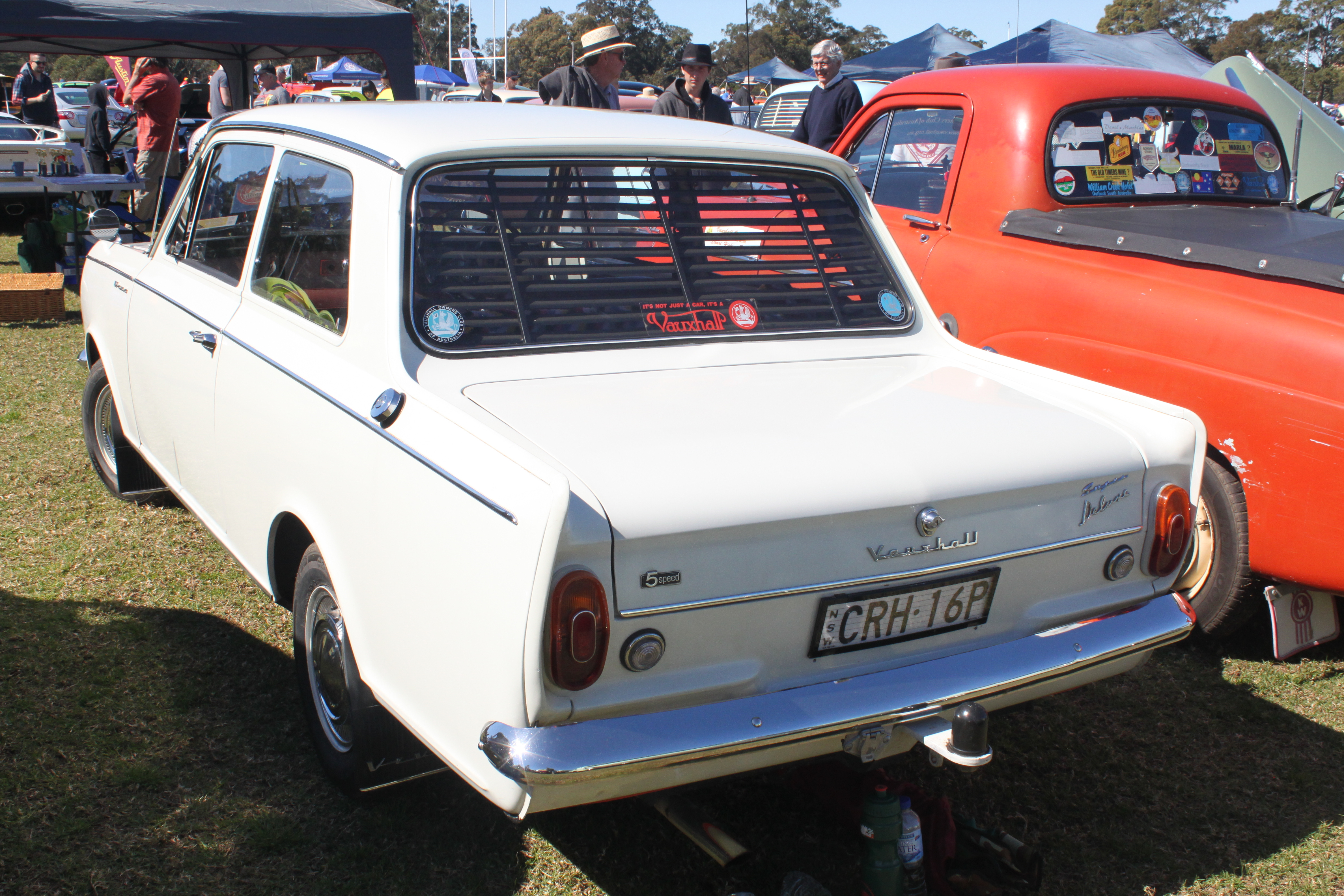
1964 Vauxhall Viva HA
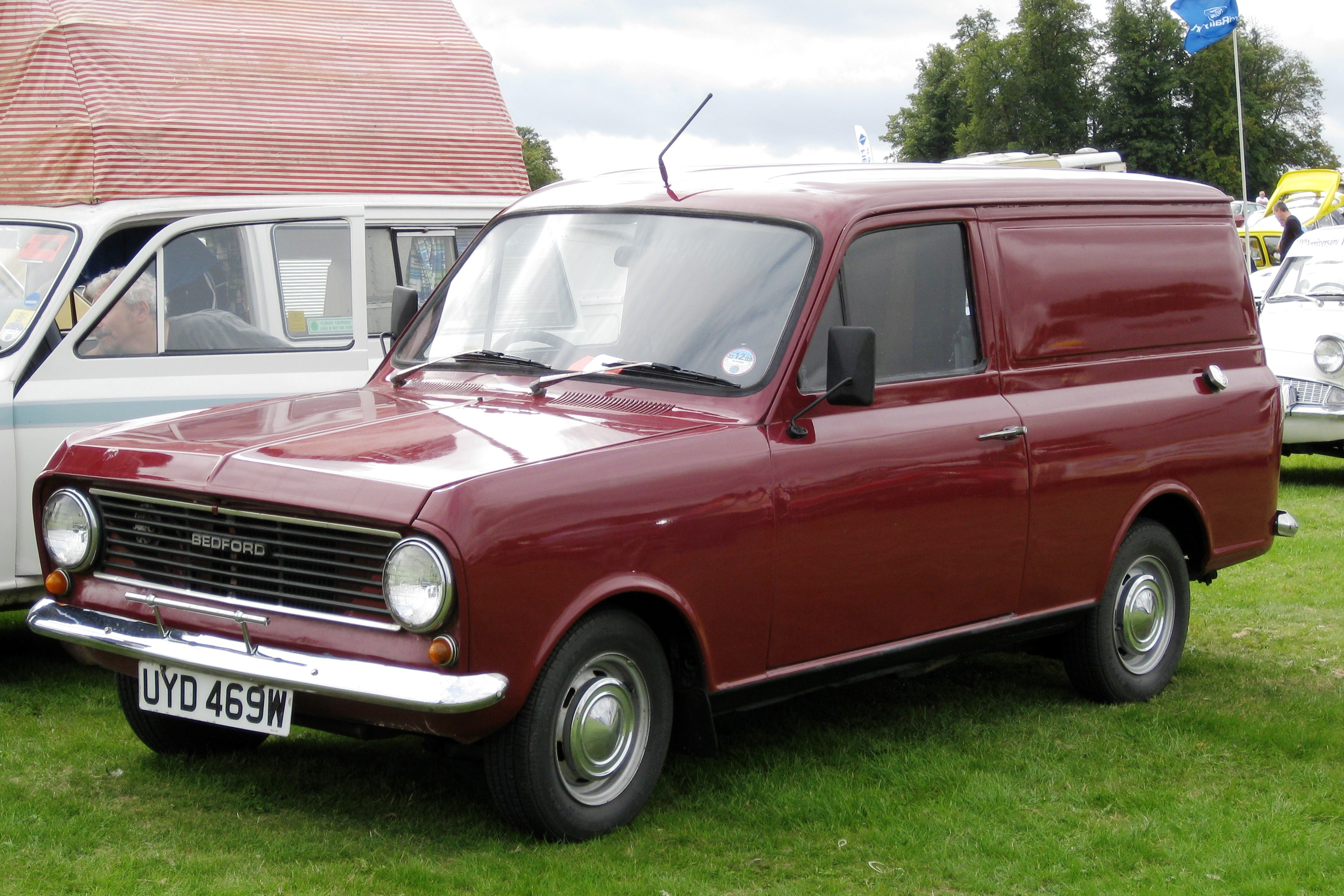
Bedford HA light van
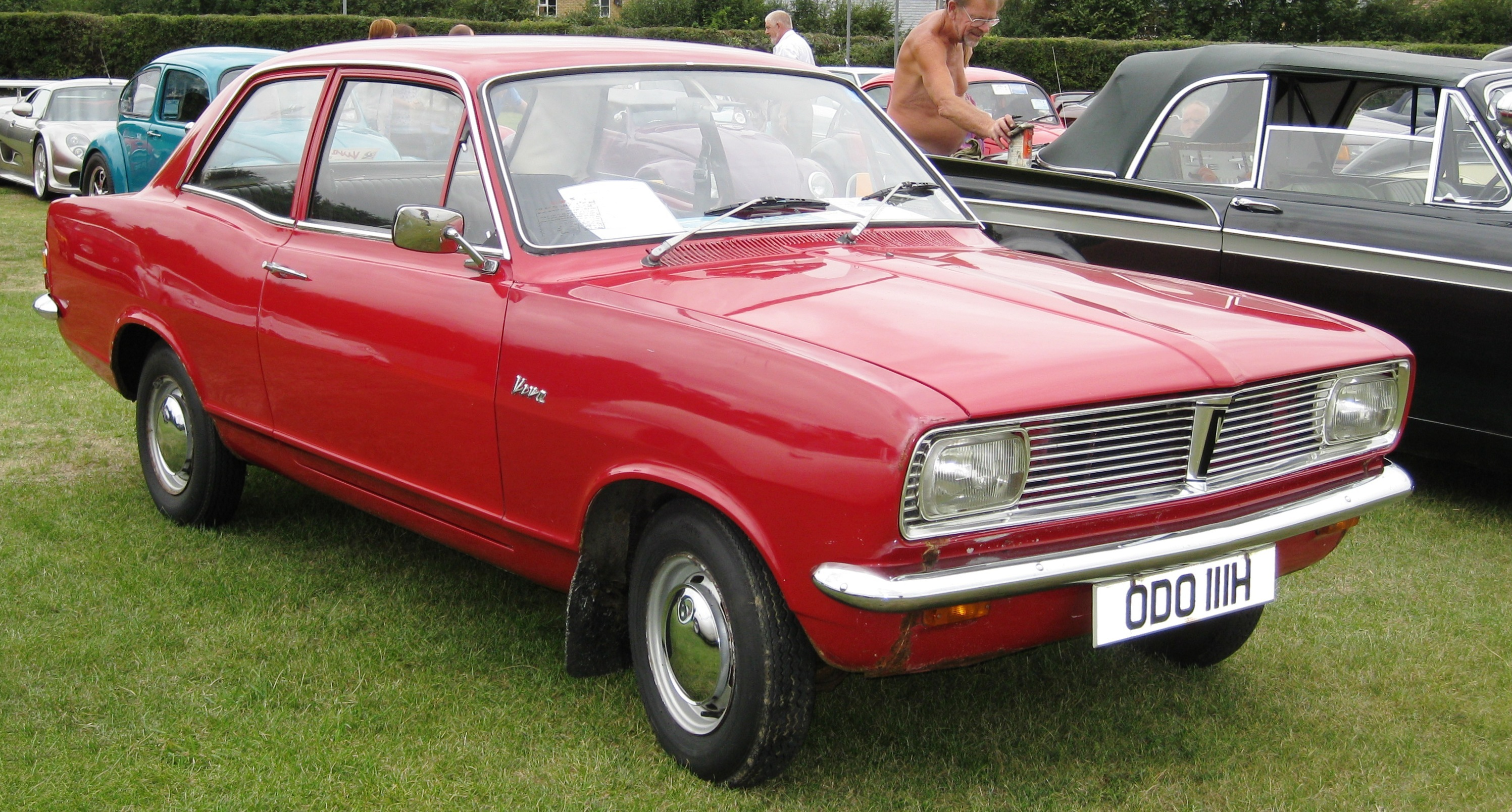
Vauxhall Viva HB 1159cc 1970
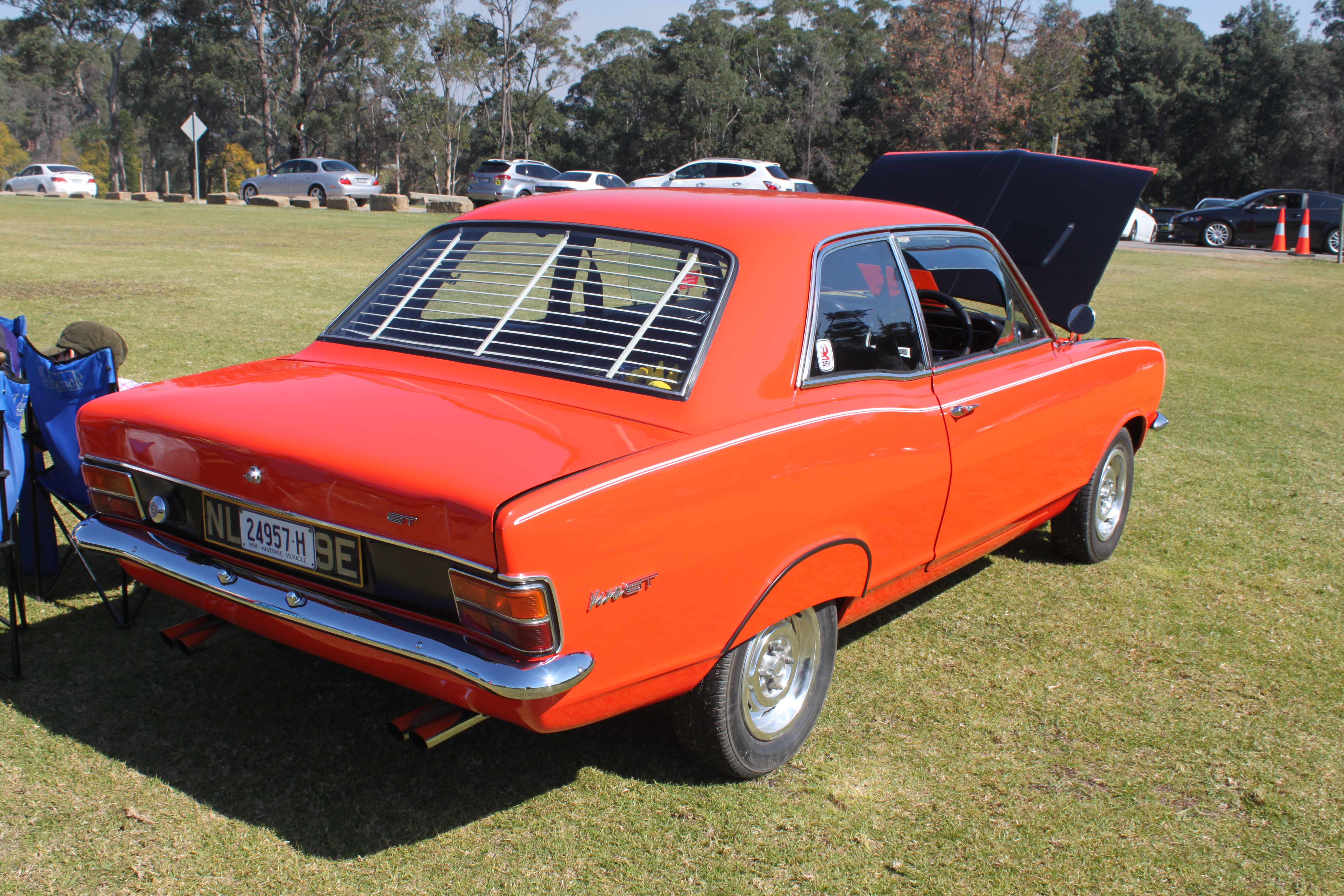
Vauxhall Viva HB GT
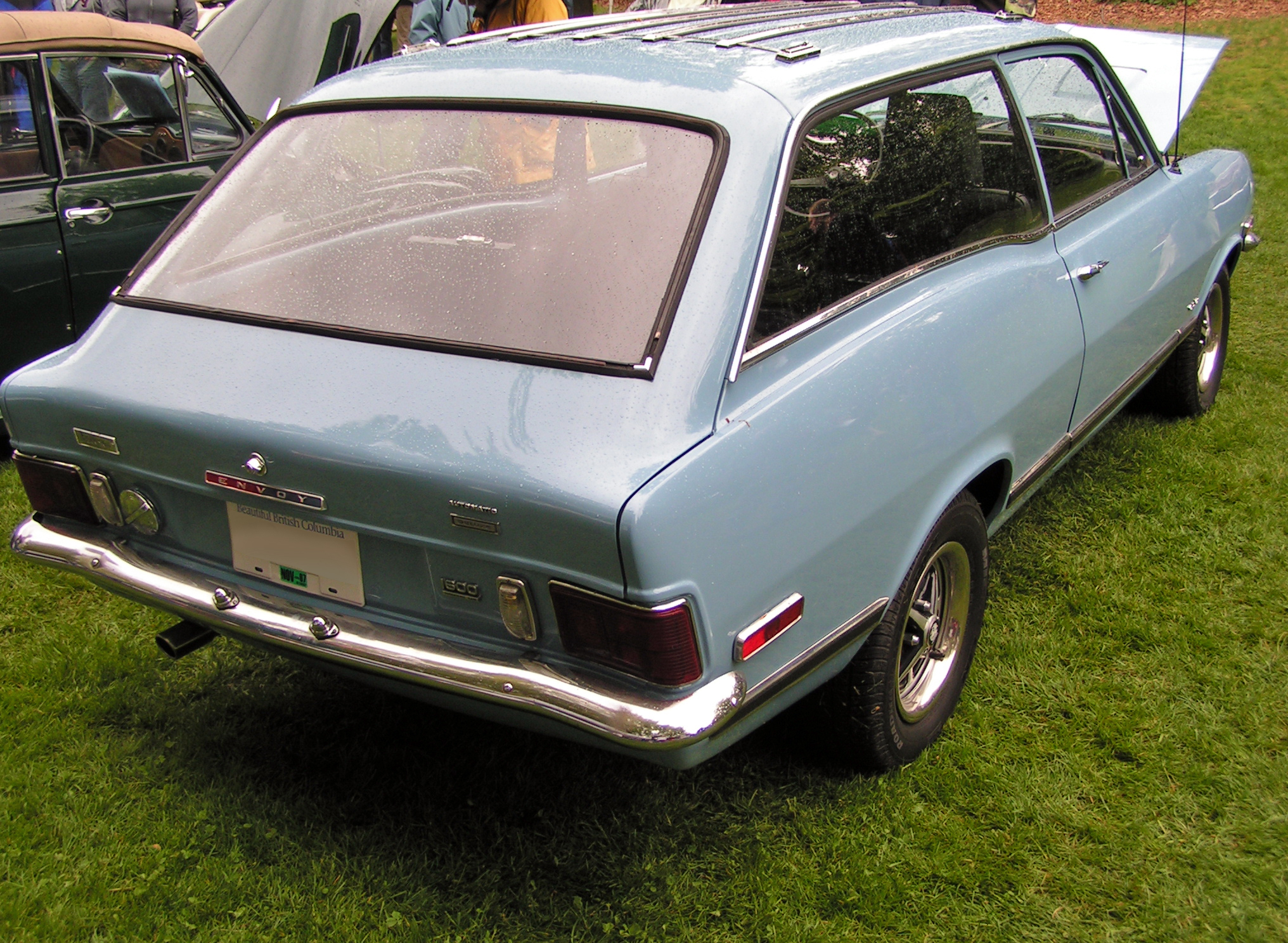
1970 Envoy Epic wagon (Versión canadiense del Viva HB Estate)
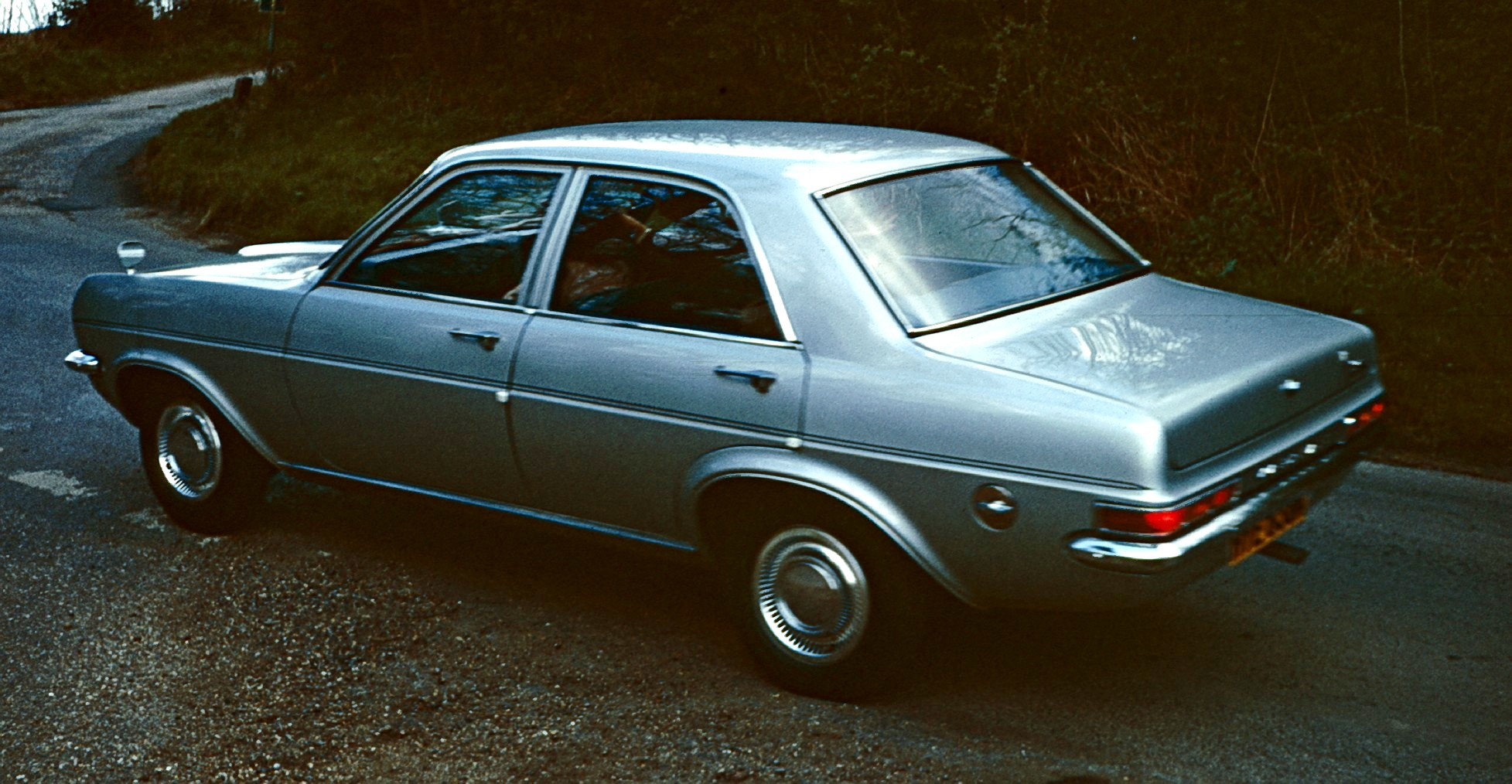
Vauxhall Viva HC 4 door
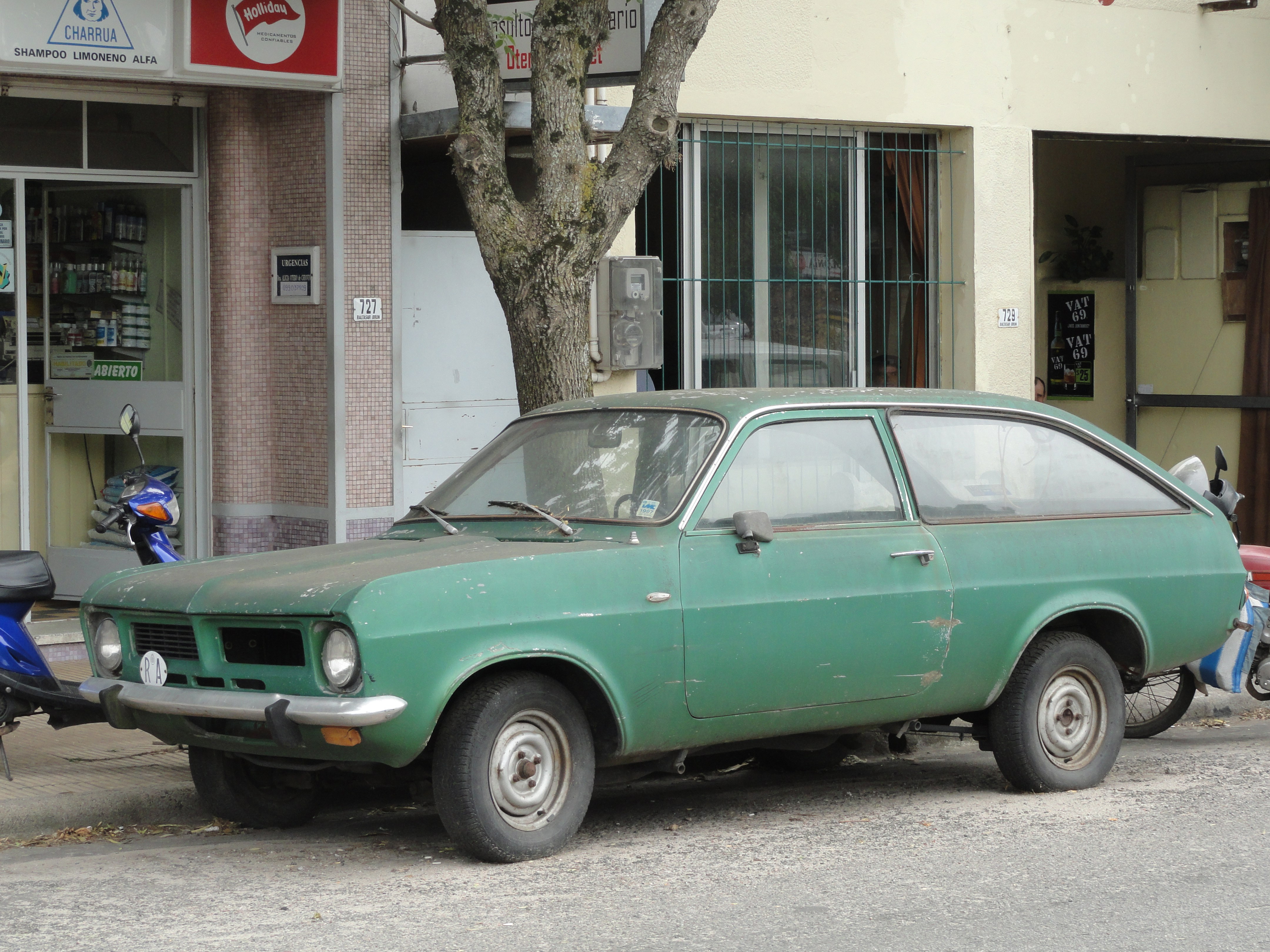
Indiana 1974 (Versión uruguaya del Viva HC Estate)